# Waltensburg/Vuorz
Waltensburg/Vuorz est une localité et une ancienne commune suisse du canton des Grisons, située dans la région de Surselva.

Vue aérienne (1957).

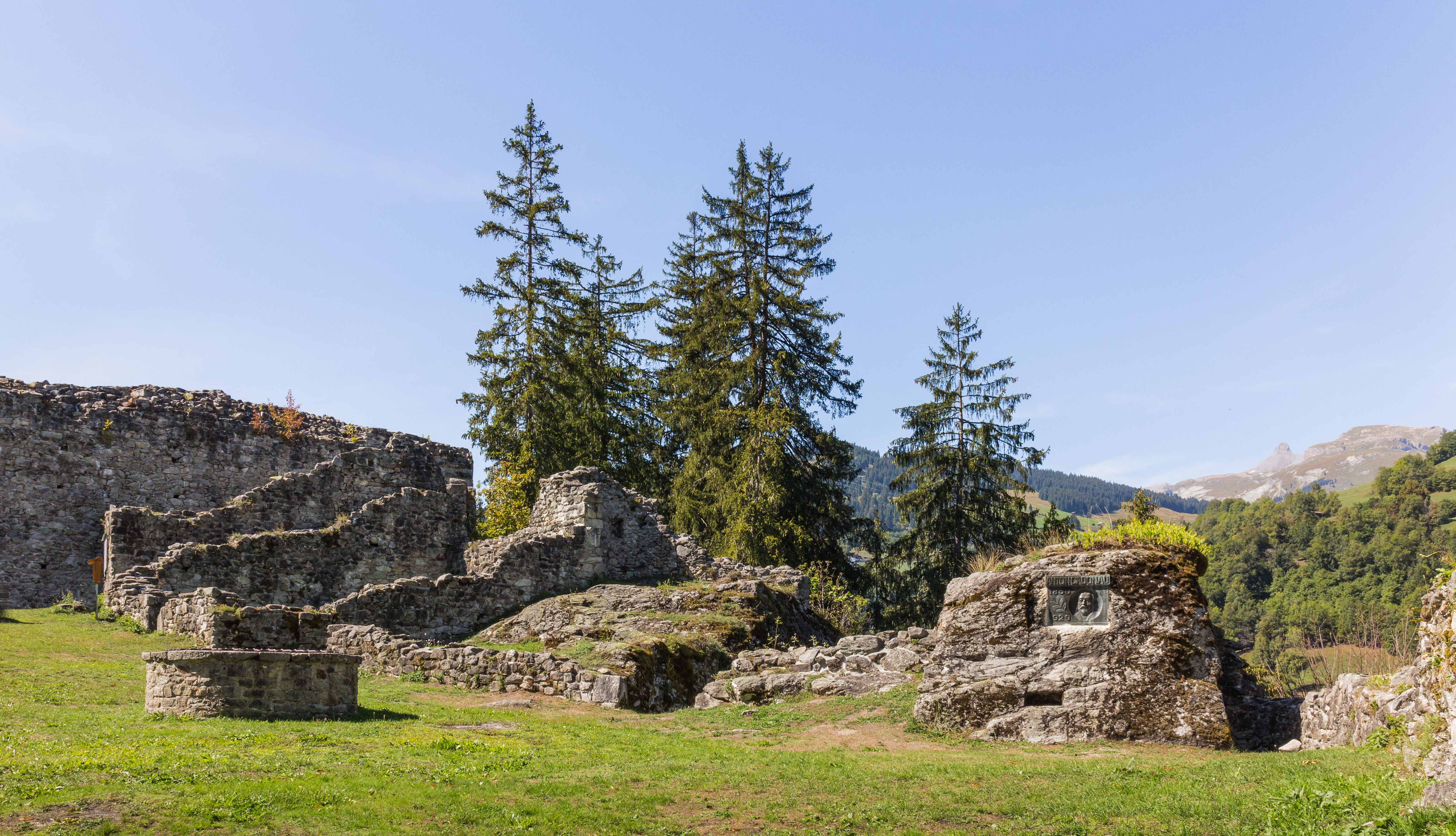
Ruine du château Munt Sorn Gieri.

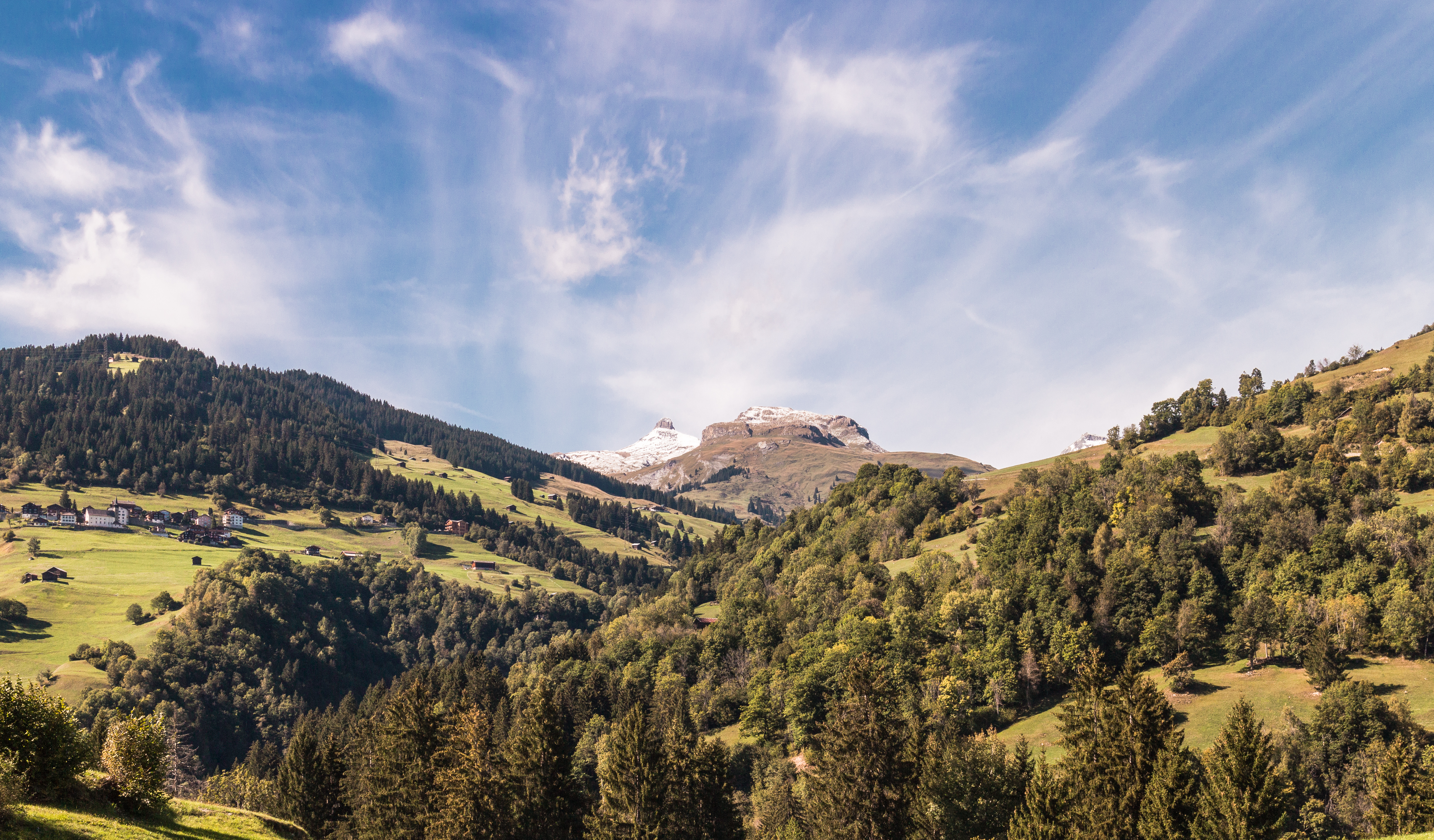
Vers la vallée du Rhin antérieur à Waltensburg/Vuorz. Septembre 2022.

La commune a choisi le romanche comme langue officielle. Son nom officiel est donc Vuorz [vworts].
Le 1er janvier 2018, Breil/Brigels absorbe les communes voisines de Waltensburg/Vuorz et Andiast.

## Monuments

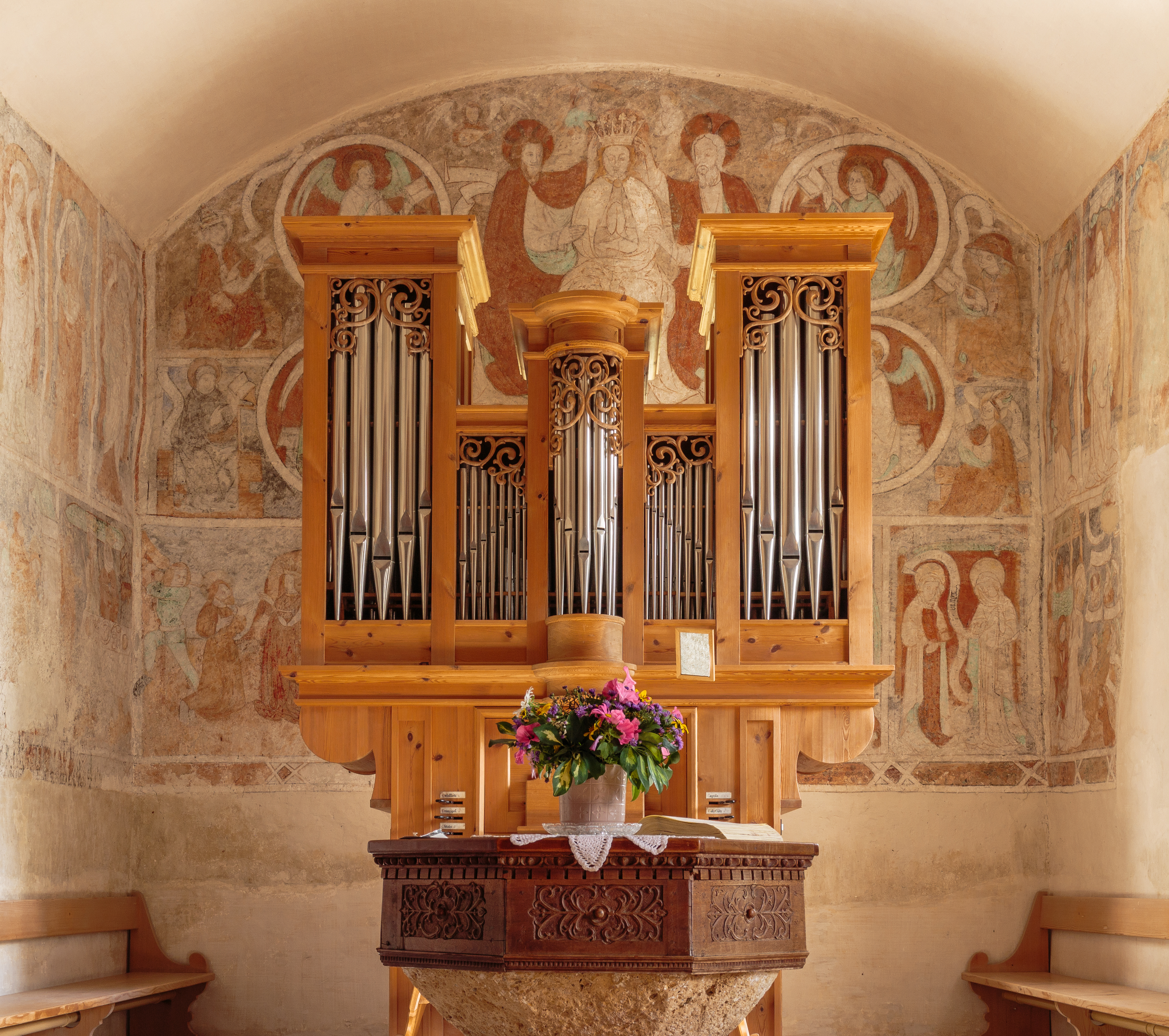
L'orgue et quelques fresques de la Reformierte Kirche Waltensburg. Septembre 2022.

L'église réformée et ses fresques, les deux potences, le château de Jörgenberg et celui de Kropfenstein sont tous inscrits comme biens culturels d'importance nationale.